# چبویو
چبویو (به لاتین: Trzebujewo) یک سکونتگاه مسکونی در لهستان است که در Gmina Szczecinek واقع شده‌است.